# ガイア幻想紀
『ガイア幻想紀』（ガイアげんそうき）は、1993年（平成5年）11月27日にクインテットとエニックス共同の元で制作、発売されたスーパーファミコン用アクションロールプレイングゲーム。
アメリカ合衆国では『Illusion of Gaia』、ヨーロッパでは『Illusion of Time』というタイトルで任天堂から発売された。

## ゲーム内容

### 変身能力
主人公であるテムは、「ヤミの空間」というダンジョン内の特定エリアで以下の2つの形態に変身が出来る。それぞれの形態に特徴があり、プレイヤーはそれぞれを使い分けながら冒険を進める。
フリーダン
闇の戦士。攻撃力が高い。
シャドウ
最終形態。光と闇が融合した究極の戦士。

### 特殊能力
プレイヤーが操る「テム」「フリーダン」「シャドウ」には、それぞれ特有の特殊能力がある。

#### テム
サイコダッシュ
体当たりで敵にダメージを与えたり、障害物を破壊する事が出来る。
サイコスライダー
ダッシュ中にスライディングを行い、敵にダメージを与えたり、狭い隙間を抜ける事が出来る。
スピンダッシュ
高速で回転する事で敵にダメージを与えたり、坂を登る事が出来る。

#### フリーダン
ダークフライヤー
剣先から気の弾を発射する。パワーアップさせる事により、気の弾を分裂させ、より広範囲に攻撃する事が出来る。
オーラバリア
気の壁を作り、接近する敵から身を守る。
アースクエイカー
高い所から地面に剣を突き刺して地震を起こし、敵の動きを封じる。

#### シャドウ
オーラ
アイテム「オーラの玉」を装備している状態でのみ使用できる技。床に染み込む事で、深部へ行く事が出来る。液体化中は無敵なので、これを利用して敵の攻撃をかわすことも可能。

## 設定

### ストーリー
北天の大星座である白鳥座の方角にある彗星の光は、古来から生命体の進化を促進させていた。古の時代にはこれを応用して、動物や魔物といった生物を創造した。だが、その魔物により世界は壊滅寸前にまで陥ることとなる。
人類は「光と闇の戦士」を生み出すことにより、魔物を撃滅することに成功した。それから幾年もの月日が流れた。主人公テムは、1年前、父親が隊長を務める探検隊と共に「バベルの塔」へ探検し、遭難した中で唯一の生還者である。彼は、手を触れることなく物を動かしたり、他の人間には見えない物を見る力があったが、祖父母と平凡な毎日を送っていた。そんなある日、主人公のいる町（サウスケープ）の付近にあるエドワード城の王女カレンが城を抜け出し、行方不明になった。彼女は主人公の家に身を隠していたのだが、結局、兵士に連れ戻される。次の朝、エドワード城エドワード国王からテムのもとに「水しょうの指輪を持参するように」という内容の手紙が届く。

### 舞台
歴史の歪められた地球が舞台となっており、実在する遺跡がモデルとなっているステージが登場する。
ラライの崖
インカ帝国の遺跡マチュ・ピチュがモデル。
空中庭園
ナスカ文化の遺跡ナスカの地上絵がモデル。
ムー大陸
太平洋に存在したという伝説の大陸ムーがモデル。このステージにはモアイを髣髴とさせる石像も登場する。
万里の長城
中国の遺跡万里の長城がモデル。
アンコール・ワット
アンコール王朝の遺跡アンコール・ワットがモデル。
ピラミッド
古代エジプトの遺跡ピラミッドがモデル。
バベルの塔
旧約聖書に登場するバベルの塔がモデル。

## 登場人物
テム
主人公の少年。祖父母であるローラとビルと一緒に生活をしている。手を触れることなく物を動かすことや見えない物を見ることができる超能力のような力を持つ。父親と探検隊と共に「バベルの塔」で遭難し、唯一帰還した。国王からの手紙がきっかけとなり、世界中を旅することになる。武器は笛で、「ヤミの空間」では闇の騎士フリーダンに変身できる。
カレン
エドワード城のお姫様。父親である国王に反抗し、家出を決意したのがきっかけでテムと知り合う。ペギーという名前の豚を飼っている。
リリィ
タンポポの羽毛に変身できる能力を持ったイトリー族の少女。テム達と行動を共にする。
ロブ
テムの友人で元気な少年。母親と二人暮しをしている。
エリック
町一番の富豪であるエリック家の息子。
モリス
テムの友人。家庭が荒れた環境で過ごしている。
テム達との旅の途中で海に落ち行方不明となるが、後に衝撃の再会を果たす。
オールマン
探検隊のリーダーであり、主人公の父親。1年前にバベルの塔へ進入したが、行方不明になる。
ジェム
7つの海をまたにかける宝石商。世界各地に現れては、アイテム「赤い宝石」の発見数に応じたご褒美をくれる。「赤い宝石」の取得方法はミニゲームやサブイベント、果ては何のヒントもないところに落ちているなど多岐にわたる。
ジェムの正体は前作『ソウルブレイダー』に登場するキャラクターで、「赤い宝石」を50個全て集めたときに真実が明らかになる。

## スタッフ
- オリジナル・ストーリー：大原まり子
- キャラクター・デザイナー：萩尾望都
- ゲーム・デザイナー：宮崎友好
- プログラム・ディレクター：橋本昌哉
- メイン・プログラマー：北ノ原昭
- 背景デザイナー：横田久
- オブジェクト・デザイナー：いしだじゅんいち、有賀ヒトシ
- グラフィック・デザイナー：鈴木奈保子、大浦孝浩、横田幸次
- 音楽：川崎康宏
- クインテット・スタッフ：橋本竜生、きたしげみ、竹林令子
- エニックス・スタッフ：千田幸信、川口貴雄、本多圭司
- アート・ディレクション：牧徹、山本秀樹、大塚充、二見眞冶、せきぐちやすこ
- テクニカル・サポート：矢作貞雄、狩野健二郎
- スペシャル・サンクス：佐々木豊、いいだたけし、笈掛秀幸、黒田浩文、滋野暁崇、ゆくよしじゅん、つくだゆみこ、おおわだひでゆき、柿沢稔、杉中直人、たにうちけんじ
- ディレクター：橋本昌哉
- アシスタント・プロデューサー：たかどかずのり
- プロデューサー：曽根康征
- パブリッシャー：福嶋康博

## 評価
ゲーム誌『ファミリーコンピュータMagazine』の読者投票による「ゲーム通信簿」での評価は以下の通りとなっており、23.9点（満30点）となっている。
| 項目 | キャラクタ | 音楽 | お買得度 | 操作性 | 熱中度 | オリジナリティ | 総合 |
| 得点 | 4.2        | 4.0  | 3.7      | 3.9    | 4.0    | 4.0            | 23.9 |

## 関連作品
- ガイア幻想紀 公式ガイドブック （1994年（平成6年）1月20日発売） アスペクト出版